# مبروكة مبارك
مبروكة مبارك مولودة يوم 31 ماي 1980، ببئر علي بن خليفة هي سياسية تونسية. ونائبة في المجلس الوطني التأسيسي عن حزب المؤتمر من أجل الجمهورية.

## سيرة ذاتية
تابعت مبروكة مبارك دراستها الجامعية بالمدرسة العليا للتجارة برانس في فرنسا في اختصاصي القانون والتصرّف المالي، وقد ركزت دراستها على اقتصاد العالم العربي.
كانت لمباركة تجربة مهنية أولى باليمن. ثم انتقلت إلى الولايات المتحدة الأمريكية حيث عملت كمراجعة حسابات متخصصة في الرقابة المالية وأمن المعلومات وإدارة المخاطر ومنع الاحتيال. لكنها
انصرفت عن ذلك للتركيز على المنظمات غير الحكومية الإنسانية والمهتمة بحقوق الإنسان والمرتكزة في الشرق الأوسط.

## الحياة السياسية
انضمت مبروكة إلى حزب المؤتمر من أجل الجمهورية واضطلعت بمسؤولية علاقة الحزب بالإعلام.
خلال انتخابات المجلس الوطني التأسيسي يوم 23 أكتوبر 2011، أُنتخبت مباركة عن الدائرة الانتخابية التي تضمّ الأمريكيتين، وأوروبا عدى فرنسا، ألمانيا وإيطاليا

في جويلية 2012، تقدّمت بمشروع قانون لمراجعة «الدَّين البغيض» لتونس، ومفهومه في القانون الدولي عبارة عن الدَّين الذي تحصّلت عليه دكتاتوريّة ما ووجب تسديده من قبل حكومة انتقالية جاءت بعد الحكم الدكتاتوري.
في حانفي 2014، تقدمت باقتراح إدراج عبارة Dégage في توطئة الدستور، وتحدثت عن النسق الصوتي لهذه العبارة الّتي استعملها التونسيون خلال الثورة حيث أن نسقها كان يشبه دقات القلب، وهو ما يتماشى مع مقترح قديم قدّمته يعني بإعطاء مهمّة صياغة الدستور للشعراء وليس للنواب، حتى يحمل الدسنور روح الثورة وحيث يتميّز الدستور بالثقافة العربيّة. 

## الحوكمة
بادرت مبروكة مبارك بالدفاع عن الشفافية ودعوة الحكومة لتبني الحَوكمة المفتوحة، وقد تحصلت على جائزة الأوبن غوف أواردز لسنة 2012 عن الشخصيات العامة نظرا لما قامت به من مجهودات حثيثة صلب المجتمع المدني والمجلس التأسيس للتحسيس بضرورة انتهاج الحوكمة والشفافية.